# Мария Михалк
Мария Лудвига Михалк (на немски: Maria Michalk; родена на 6 декември 1949 г.) е немски политик. Член на германския Бундестаг от 1990 до 1994 г. и от 2002 до 2017 г. като член на Християндемократическия съюз.

## Биография
Михалк е родена в Мерка в община Радибор и посещава местната лужишка гимназия. Обучава се за индустриален чиновник и след това учи бизнес икономика в техническо училище.
През 1972 г. става член на източногерманския Християндемократически съюз (ХДС). През 1990 г. влиза в окръжния съвет на ХДС за окръг Бауцен. През 1990 г. е избрана за член на Народната палата на ГДР. Впоследствие е избрана в Бундестага по-късно същата година, след разпускането на палатата. След като напуска Бундестага през 1994 г., Михалк ръководи образователен център в Бишофсверда в продължение на седем години. През 2002 г. тя отново е избрана в Бундестага. През 2016 г. обявява, че няма да се кандидатира за преизбиране през 2017 г.
Михалк е удостоена със Sächsische Verfassungsmedaille и е носител на Федералния орден за заслуги.